# Gama kamera
Gama kamera je mjerni instrument u nuklearnoj medicini koji, za razliku od, na primjer, rendgenske cijevi, uopće ne zrači. To je, upravo obratno, vrlo osjetljiv detektor ionizirajućeg zračenja, koji može dokazati izuzetno malu količinu radioaktivnosti u tijelu ispitanika. Slikanjem gama kamerom, odnosno dokazivanjem gama zračenja koje dolazi iz tijela bolesnika, nakon što smo injekcijom u venu bolesnika unijeli radionuklid (obično tehnecij-99m), dobivamo scintigram korištenjem scintilatora.

## Scintigrafija
Scintigrafijom se mogu pregledavati gotovo svi organi ljudskoga tijela, te procijeniti njihov izgled i funkcija, pa tako zaključiti da li su zdravi: mozak, štitna žlijezda, pluća, srce, jetra, bubreg, kosti, krvne žile i mnogi drugi. Vrlo često na scintigrafiju štitne žlijezde dolaze bolesnici s promijenjenom funkcijom ili povećanjem štitne žlijezde (guša). Scintigram kosti prepoznaje i najmanje promjene različitih bolesti. Takve se promjene mogu scintigrafijom uočiti znatno ranije nego bilo kojim drugim dijagnostičkim postupkom. Kako se kosti cijeloga tijela mogu jednostavno pregledati jednim jedinim scintigramom, scintigrafija kosti često se radi prije ili nakon operacije dojke. Kod muškaraca je to češće kod bolesti prostate, pluća itd. Koliko je velika korist od takvih ispitivanja pokazuje podatak da se scintigrafija vrlo često koristi i u male djece, čak i u novorođenčadi.
Pojedine pretrage rade se odmah nakon injekcije (obično tehnecij-99m), a druge tek nakon nekoliko sati. Pacijent relativno udobno i mirno leži ispod aparata, gama kamere. Vrijeme ležanja je od nekoliko minuta do više sati, što ovisi o tome što se ispituje. Važno je napomenuti da nema nikakve razlike niti povećanja ozračenja bolesnika, ležao on pod aparatom jednu minutu ili nekoliko sati. Ozračenje ispitanika ovisi o količini injiciranog radioizotopa, njegovom rasprostranjenju u organizmu te dužini zadržavanja, kao i količini koja se izluči iz organizma, a ne o dužini ležanja pod aparatom. Potrebu ispitivanja radionuklidima uvijek posebno procjenjuje liječnik koji upućuje na pregled, ali i specijalist nuklearne medicine. Kao i kod svih dijagnostičkih postupaka u medicini kod kojih postoji ionizacijsko zračenje, takva ispitivanja treba posebno izbjegavati kod trudnica i majki koje doje.
Kada na takvo ispitivanje dolazi žena, neophodno je provjeriti datum posljednje mjesečnice. Ako postoji vjerojatnost trudnoće, ispitivanje se odgađa. Scintigrafija se odgađa i za vrijeme dojenja, kad se moraju primijeniti posebni postupci prekida dojenja od nekoliko dana. Ponajviše će vas poučiti osoblje odjela za nuklearnu medicinu: savjetovati o čemu trebate voditi brigu, kako se ponašati u ovisnosti o tipu pretrage, koliko ćete trebati sačekati od injekcije do pregleda i koliko ćete vremena provesti pod aparatom. Naime, svaka je scintigrafija drukčija. Kod ispitivanja srca, na primjer, pacijent će morati učiniti i test opterećenja, odnosno “voziti bicikl”, a tek nakon toga će dobiti injekciju s radioizotopom.
Uspoređujući s drugim dijagnostičkim pretragama kod kojih se koristi ionizirajuće zračenje, nuklearna medicina, odnosno scintigrafija u pravilu manje ozrači bolesnika, ponekad manje i od “obične” rendgenske snimke pluća. Ipak scintigrafiju treba indicirati samo onda kada je to medicinski opravdano, jer svako ozračenje bolesnika, pa bilo ono i vrlo maleno, treba izbjegavati kada nije potrebno.